# Classe Jiangkai
La classe Tipo 054/054A (nome in codice NATO: Jiangkai I/II) è una classe di fregate lanciamissili di fabbricazione cinese, entrate in servizio a partire dal 2005 nei ranghi della Marina militare cinese ed il cui nome in codice è divenuto, in occidente, più noto del nome di progetto. 
Progettate per operare sia come parte di un gruppo di portaerei con compiti di scorta, possono neutralizzare obiettivi navali di superficie e, a seconda della versione, obiettivi terrestri ed aerei. Le unità della versione 054A sono state le prime unità cinesi di questa tipologia ad essere equipaggiate con un lanciatore a pozzetto verticale.
Evoluzione delle fregate Tipo 053, dalle quali differiscono principalmente per armamento e disegno stealth, sono state selezionate anche dalla marina militare pachistana. Prodotte in varie versioni, l'ultima in ordine cronologico è la Tipo 054A+ prodotta a partire dal 2013 ed aggiornamento delle precedenti.
Al 2022 si contano in servizio attivo 37 unità nelle versioni 054, 054A e 054A+.

## Unità
| #          | Nome               | Costruttore | Varo              | Entrata in servizio | Status          |
| Tipo 054   | Tipo 054           | Tipo 054    | Tipo 054          | Tipo 054            | Tipo 054        |
| ---------- | ------------------ | ----------- | ----------------- | ------------------- | --------------- |
| 1          | 马鞍山 / Ma'anshan | Hudong      | settembre 2003    | febbraio 2005       | Attivo          |
| 2          | 温州 / Wenzhou     | Huangpu     | novembre 2003     | settembre 2005      | Attivo          |
| Tipo 054A  |                    |             |                   |                     |                 |
| 3          | 舟山 Zhoushan      | Hudong      | 21 dicembre 2006  | 3 gennaio 2008      | Attivo          |
| 4          | 徐州 Xuzhou        | Huangpu     | 30 settembre 2006 | 27 gennaio 2008     | Attivo          |
| 5          | 黄山 Huangshan     | Huangpu     | 19 marzo 2007     | 13 maggio 2008      | Attivo          |
| 6          | 衡阳 Hengyang      | Hudong      | 23 maggio 2007    | 30 giugno 2008      | Attivo          |
| 7          | 运城 Yuncheng      | Huangpu     | 8 febbraio 2009   | 27 gennaio 2010     | Attivo          |
| 8          | 玉林 Yulin         | Hudong      | 28 aprile 2009    | 1er febbraio 2010   | Attivo          |
| 9          | 益阳 Yiyang        | Huangpu     | 17 novembre 2009  | 26 ottobre 2010     | Attivo          |
| 10         | 常州 Changzhou     | Hudong      | 21 maggio 2010    | 30 maggio 2011      | Attivo          |
| 11         | 烟台 Yantai        | Huangpu     | 24 août 2010      | 30 luglio 2011      | Attivo          |
| 12         | 盐城 Yancheng      | Hudong      | 27 aprile 2011    | 5 giugno 2012       | Attivo          |
| 13         | 衡水 HengShui      | Huangpu     | 21 maggio 2011    | 9 luglio 2012       | Attivo          |
| 14         | 柳州 Liuzhou       | Hudong      | 10 dicembre 2011  | 26 dicembre 2012    | Attivo          |
| 15         | 临沂 Linyi         | Huangpu     | 13 dicembre 2011  | 22 dicembre 2012    | Attivo          |
| 16         | 岳阳 Yueyang       | Huangpu     | 9 maggio 2012     | 3 maggio 2013       | Attivo          |
| 17         | 潍坊 Weifang       | Hudong      | 9 luglio 2012     | 22 giugno 2013      | Attivo          |
| 18         | 三亚 Sanya         | Hudong      | 30 novembre 2012  | 13 dicembre 2013    | Attivo          |
| Tipo 054A+ |                    |             |                   |                     |                 |
| 19         | 黄冈 Huanggang     | Hudong      | 28 aprile 2013    | 16 gennaio 2015     | Attivo          |
| 20         | 大庆 Daqing        | Huangpu     | 8 ottobre 2013    | 16 gennaio 2015     | Attivo          |
| 21         | 扬州 Yangzhou      | Hudong      | 30 settembre 2013 | 21 settembre 2015   | Attivo          |
| 22         | 邯郸 Handan        | Huangpu     | 26 luglio 2014    | 16 août 2015        | Attivo          |
| 23         | 荆州 Jingzhou      | Hudong      | 22 gennaio 2015   | 5 gennaio 2016      | Attivo          |
| 24         | 湘潭 Xiangtan      | Huangpu     | 19 marzo 2015     | 24 febbraio 2016    | Attivo          |
| 25         | 滨州 Binzhou       | Hudong      | 13 dicembre 2015  | 29 dicembre 2016    | Attivo          |
| 26         | 许昌 Xuchang       | Huangpu     | 30 maggio 2016    | 23 giugno 2017      | Attivo          |
| 27         | 芜湖 Wuhu          | Hudong      | 8 giugno 2016     | 29 giugno 2017      | Attivo          |
| 28         | 日照 Rizhao        | Huangpu     | 1er aprile 2017   | 12 gennaio 2018     | Attivo          |
| 29         | 安阳 Anyang        | Hudong      | 28 marzo 2017     | 12 marzo 2018       | Attivo          |
| 30         | 咸宁 Xianning      | Huangpu     | 22 settembre 2017 | 28 août 2018        | Attivo          |
| 31         | 南通 Nantong       | Hudong      | 16 dicembre 2017  | 23 gennaio 2019     | Attivo          |
| 32         | 枣庄 Zaozhuang     | Huangpu     | 30 giugno 2018    | 22 febbraio 2019    | Attivo          |
| 33         | Ziyang             | Huangpu     | 12 luglio 2021    | 27 maggio 2022      | Attivo          |
| 34         | fiume Rosso        | Hudong      | 01 agosto 2021    | dicembre 2022       | Attivo          |
| 35         | Xichang            | Huangpu     | novembre 2021     | 2022                | prove in mare   |
| 36         | Anqing             | Hudong      | 23 dicembre 2021  | 2022                | prove in mare   |
| 37         | Bayannur           | Huangpu     | 23 dicembre 2021  | dicembre 2022       | Attivo          |
| 38         | Zhenjiang          | Huangpu     | 24 aprile 2022    | 2023                | prove in mare   |
| 39         | Yibin              | Huangpu     | 13 maggio 2022    | 2023                | prove in mare   |
| 40         | Jiujiang           | Huangpu     | 11 agosto 2022    | 2023                | prove in mare   |
| 41         | Huaibei            | Hudong      | 25 agosto 2022    | luglio 2023         | Attivo          |
| 42         | Huai'an            | Huangpu     | novembre 2022     | 2023                | prove in mare   |
| 43         | PNS Tughril        | Hudong      | 22 agosto 2020    | 24 gennaio 2022     | Attivo          |
| 44         | PNS Timur          | Hudong      | 29 gennaio 21     | 23 giugno 2022      | Attivo          |
| 45         | PNS Tippu          | Hudong      | 1 agosto 2021     | 10 maggio 2023      | Attivo          |
| 46         | PNS Shah Jahan     | Hudong      | 23 dicembre 2021  | 10 maggio 2023      | Attivo          |
| Tipo 054B  |                    |             |                   |                     |                 |
| 47         | Luohe              | Hudong      | 26 agosto 2023    |                     | in allestimento |
| 48         | Qinzhou            | Huangpu     | 29 ottobre 2023   |                     | in costruzione  |

## Utilizzatori
Cina
- Marina dell'Esercito Popolare di Liberazione

A dicembre 2022, 2 unità Tipo 054 e 33 054A/A+ in servizio attivo.
 Pakistan
- Pak Bah'rya

A dicembre 2022, 2 unità in servizio, ulteriori 2 esemplari in costruzione.